# Hironori Nagamine
Hironori Nagamine (Miyazaki, 12 mei 1973) is een voormalig Japans voetballer.

## Carrière
Hironori Nagamine speelde in 199 voor Kyoto Purple Sanga.

## Statistieken
| Japan   | Japan              | Japan       | League | League | Emperor's Cup | Emperor's Cup | J-League Cup | J-League Cup | Totaal | Totaal |
| Seizoen | Club               | League      | Wed.   | Goals  | Wed.          | Goals         | Wed.         | Goals        | Wed.   | Goals  |
| ------- | ------------------ | ----------- | ------ | ------ | ------------- | ------------- | ------------ | ------------ | ------ | ------ |
| 1996    | Kyoto Purple Sanga | J. League 1 | 1      | 0      | 0             | 0             | 0            | 0            | 1      | 0      |
| Totaal  | Totaal             | Totaal      | 1      | 0      | 0             | 0             | 0            | 0            | 1      | 0      |